# Anna Włodarczyk
Anna Włodarczyk (Polonia, 24 de marzo de 1951) es una atleta polaca retirada especializada en la prueba de salto de longitud, en la que consiguió ser campeona europea en pista cubierta en 1980.

## Carrera deportiva
En el Campeonato Europeo de Atletismo en Pista Cubierta de 1980 ganó la medalla de oro en el salto de longitud, con un salto de 6.74 metros que fue récord de los campeonatos, superando a las alemanas Anke Weigt (plata con 6.68 metros) y Sabine Everts (bronce con 6.64 metros).